# Astragalus ciceroides
Astragalus ciceroides är en ärtväxtart som beskrevs av Dmitrii Ivanovich Sosnowsky. Astragalus ciceroides ingår i släktet vedlar, och familjen ärtväxter. Inga underarter finns listade i Catalogue of Life.